# Aftab Shivdasani
Aftab Shivdasani (devanagari आफ़ताब शिवदसानी) (Bombay, 25 giugno 1978) è un attore indiano.

## Premi
- 2000  vincitore Filmfare awards miglior debuttante (maschio) per Mast
- 2002  vincitore Zee Cine Awards miglior cattivo per Kasoor
- 2002  vincitore Nation Honor Awards per Kya Yehi Pyaar Hai
- 2003  vincitore Rajiv Gandhi Awards
- 2006  vincitore People's Choice Awards per Most Handsome Award

## Filmografia
- Mr. India, regia di Shekhar Kapur (1987)
- Shahenshah, regia di Tinnu Anand (1988)
- Chaalbaaz, regia di Pankaj Parashar (1989)
- C.I.D., regia di Ajay Goel (1990)
- Awwal Number, regia di Dev Anand (1990)
- Sau Crore, regia di Dev Anand (1991)
- Insaniyat, regia di Tony Juneja (1994)
- Mast, regia di Ram Gopal Varma (1999)
- Kasoor, regia di Vikram Bhatt (2001)
- Love Ke Liye Kuch Bhi Karega, regia di Eeshwar Nivas (2001)
- Pyaar Ishq Aur Mohabbat, regia di Rajiv Rai (2001)
- Koi Mere Dil Se Poochhe, regia di Vinay Shukla (2002)
- Kya Yehi Pyaar Hai, regia di K. Muralimohana Rao (2002)
- Awara Paagal Deewana, regia di Vikram Bhatt (2002)
- Jaani Dushman: Ek Anokhi Kahani, regia di Rajkumar Kohli (2002)
- Pyaasa, regia di Anil Mattoo e A. Muthu (2002)
- Darna Mana Hai, regia di Prawaal Raman (2003)
- Hungama, regia di Priyadarshan (2003)
- Footpath, regia di Vikram Bhatt (2003)
- Suno Sasurjee, regia di Vimal Kumar (2004)
- Muskaan, regia collettiva (2004)
- Masti, regia di Indra Kumar (2004)
- Shukriya (2004)
- Koi Aap Sa (2005)
- Deewane Huye Pagal (2005)
- Mr Ya Miss (2005)
- Shaadi Se Pehle (2006)
- Ankahee (2006)
- Darwaza Bandh Rakho (2006)
- Jaane Hoga Kya (2006)
- Red: The Dark Side (2007)
- Nishabd (2007)
- Life Mein Kabhie Kabhiee (2007)
- Speed (2007)
- Om Shanti Om, regia  di Farah Khan (2007)
- Dus Kahaniyaan (2007)
- Kambakkht Ishq (2009)